# Monika Rydiger
Monika Rydiger z d. Burzyńska (ur. 1961 w Przemyślu) – polska historyk sztuki, krytyk sztuki, kurator.
W 1999 na Uniwersytecie Jagiellońskim uzyskała stopień doktora nauk humanistycznych na podstawie pracy zatytułowanej Na granicy sztuk. Architektoniczne implikacje rzeźby XX wieku. Specjalizuje się w historii sztuki nowoczesnej i sztuki współczesnej ze szczególnym uwzględnieniem rzeźby i architektury. Była pracownikiem naukowo-dydaktycznym Wydziału Architektury Politechniki Krakowskiej. Obecnie pracuje w Międzynarodowym Centrum Kultury w Krakowie.
Należy do Międzynarodowego Stowarzyszenia Krytyków Sztuki (AICA).
Była członkiem polskiego jury Biennale Młodych Artystów Europy i Krajów Śródziemnomorskich (Aleksandria 2007). Odznaczona odznaką Zasłużony dla Kultury Polskiej przez Ministra Kultury i Dziedzictwa Narodowego w 2011.

## Wybrane wystawy
Kuratorka wystaw w Galerii Międzynarodowego Centrum Kultury, m.in.:
- Mistrzowie światła. Impresjonizm kalifornijski (1890–1930), (razem z Jeanem Sternem, 2003)[9];
- Frans Masereel – odkrywanie mistrza (razem z Marcelem van Jole, 2005)[10];
- Jože Plečnik (1872–1957) – architekt i wizjoner (razem z Peterem Krečičem, 2007)[11];
- Ocalić od zapomnienia (2007)[12];
- Mroczna strona wyobraźni – sztuka Alfreda Kubina (razem z Moniką Oberchristl, 2008)[13];
- Ingrid Ledent. Ciągłość pamięci (2009)[14];
- Grupa Bloomsbury. Brytyjska bohema kręgu Virginii Woolf (razem z Tonym Bradshawem, 2010)[15];
- Transmigracje. Mysłowski, Puntos (2011)[16][17];
- Polowanie na awangardę. Zakazana sztuka w Trzeciej Rzeszy (razem z Judith Schönwiesner, 2011)[18][19][20] – wystawa przygotowana w ramach Sezonu Kultury Nadrenii Północnej-Westfalii w Polsce 2011/2012[21] była również prezentowana w Kunstmuseum Mülheim an der Ruhr (2012)[22];
- Pamięć. Rejestry i terytoria (razem z Natalią Żak, 2013/14)[23];
- Makom. Dani Karavan. Esencja Miejsca (razem z Hagaiem Segevem, 2015)[24][25].

## Wybrane publikacje
- „Ludzkie architektury”. Ze studiów nad relacjami pomiędzy rzeźbą a architekturą w sztuce XX wieku, „Modus”, Prace z Historii sztuki, IV, 2003, s. 77–114.
- Rzeźba i architektura – sztuki uwikłane, /w:/ Rzeźba – Architektura. Wzajemne relacje i strategie, /w:/ Rocznik „Rzeźba Polska”, t. XI, Orońsko 2005, s.9-13.[3][26][27]
- Architektura wiary. Sacrum i sepulcrum, /w:/, Jože Plečnik, architekt i wizjoner 1872-1957, red. Łukasz Galusek, Monika Rydiger, Kraków 2006, s. 261–339.
- W drogę. W przestrzeń. W strefę rzeźby, /w:/ Rzeźba w architekturze, red. K. Chrudzimska-Uhera, B.Gutowski, Warszawa 2008, s.
- W stronę architektury. Inspiracje, przemiany i poszukiwania polskiej rzeźby współczesnej, /w:/ Rocznik „Rzeźba polska”, t. XIII: Rzeźba w Polsce (1945-2008), Orońsko 2008.
- Learning from landscape. Sztuka i architektura wobec natury, /w:/ Współczesna architektura norweska 2005-2010, katalog wystawy, Kraków 2012, s.26-33.
- Ostalgiczny stan umysłu, /w:/ Herito, nr. 7, 2012, s.70-78[28][29]
- Kartografowie innych przestrzeni, /w:/ Kartograf złowrogiej historii. Tara (von Neudorf). Cartographer of sinister history. red. Ł.Galusek, Kraków, 2013, s. 51-71, ISBN 978-83-63463-08-3